# Candy (chanson de Robbie Williams)
Pour les articles homonymes, voir Candy.
Singles de Robbie Williams
Shame
(2010)
Pistes de Take the Crown
Gospel
(2) Different
(4)
Candy est une chanson de l'artiste britannique Robbie Williams sortie le 21 septembre 2012 sous le major Universal Records. 1er single extrait de son 9e album studio Take the Crown (2012), la chanson est écrite par Gary Barlow, Robbie Williams et Terje Olsen. Candy est produit par Jacknife Lee.

## Formats et liste des pistes
| 1. | Candy | 3:21 |

| 1. | Candy                                  | 3:21 |
| 2. | Candy (Max Sanna & Steve Pitron Remix) | 6:52 |
| 3. | Candy (Major Look Remix)               | 4:26 |
| 4. | Candy (More Candy)                     | 7:07 |

| 1. | Candy                                  | 3:21 |
| 2. | Candy (Max Sanna & Steve Pitron Remix) | 6:56 |

## Crédits et personnel
- Chanteur : Robbie Williams
- Producteurs – Jacknife Lee
- Paroles : Gary Barlow, Robbie Williams, Terje Olsen
- Compositeur : Gary Barlow
- Label : Universal Records

## Classement et certification
| Classement (2012)                       | Meilleure position |
| --------------------------------------- | ------------------ |
| Allemagne (Media Control AG)            | 3                  |
| Autriche (Ö3 Austria Top 40)            | 4                  |
| Belgique (Flandre Ultratop 50 Singles)  | 18                 |
| Belgique (Wallonie Ultratop 50 Singles) | 9                  |
| Croatie (HRT)                           | 1                  |
| Danemark (Tracklisten)                  | 10                 |
| Espagne (PROMUSICAE)                    | 21                 |
| Europe (Euro Digital Songs)             | 1                  |
| France (SNEP)                           | 14                 |
| Hongrie (Rádiós Top 40)                 | 6                  |
| Islande (Tónlist)                       | 17                 |
| Irlande (IRMA)                          | 2                  |
| Israël ([Media Forest)                  | 6                  |
| Italie (FIMI)                           | 2                  |
| Japon (Hot 100)                         | 39                 |
| Liban (Lebanese Top 20)                 | 9                  |
| Luxembourg (Billboard)                  | 5                  |
| Mexique Inglés (Billboard)              | 4                  |
| Pays-Bas (Single Top 100)               | 1                  |
| Norvège (Billboard)                     | 10                 |
| Écosse (OCC)                            | 1                  |
| Slovaquie (IFPI Rádio)                  | 6                  |
| Tchéquie (IFPI Rádio)                   | 2                  |
| Royaume-Uni (UK Singles Chart)          | 1                  |
| Suède (Sverigetopplistan)               | 42                 |
| Suisse (Schweizer Hitparade)            | 8                  |
| Ukraine (FDR)                           | 12                 |

| Pays              | Certification | Ventes  |
| ----------------- | ------------- | ------- |
| Allemagne (BVMI)  | Or            | 150 000 |
| Autriche (IFPI)   | Or            | 15 000  |
| Danemark (IFPI)   | Or            | 15 000  |
| Italie (FIMI)     | Platine       | 30 000  |
| Royaume-Uni (BPI) | Platine       | 600 000 |
| Suisse (IFPI)     | Or            | 15 000  |

## Historique de sortie
| Pays                      | Date              | Format                 |
| ------------------------- | ----------------- | ---------------------- |
| Monde                     | 25 septembre 2012 | Téléchargement digital |
| Royaume-Uni               | 29 octobre 2012   | Téléchargement digital |
| Allemagne Suisse Autriche | 2 octobre 2012    | Téléchargement digital |
| Allemagne Suisse Autriche | 8 octobre 2012    | CD single              |

## Clip
Dans le clip vidéo créé pour la chanson, Robbie Williams est un ange gardien qui protège une jeune femme (Kaya Scodelario) qui marche en centre-ville, contre les voitures et les passants.